# 1984 год в истории железнодорожного транспорта
1984 год в истории железнодорожного транспорта

## События
- 1 марта — началась регулярная эксплуатация электропоезда ЭР200.
- В Великобритании поезд сошёл с рельсов, погибло 13, ранено 44 человека[1].
- Рижский вагоностроительный завод прекратил выпуск электропоездов ЭР2 и перешёл на серийное производство ЭР2Р.
- 14 декабря — открыт Музей Истории Барановичского отделения Белорусской железной дороги.
- Начало эксплуатации ВСМ между Римом и Флоренцией в Италии протяжённостью 254 км[2].

## Новый подвижной состав
- В СССР Тбилисский электровозостроительный завод начал выпуск электровозов серии ВЛ15.
- В ЧССР на заводе Škoda начался выпуск электровозов серии E 499.3.